# Bruzdonos egipski
Bruzdonos egipski (Nycteris thebaica) – gatunek ssaka z rodziny bruzdonosowatych (Nycteridae).

## Taksonomia
Gatunek po raz pierwszy zgodnie z zasadami nazewnictwa binominalnego nazwał w 1818 roku francuski przyrodnik Étienne Geoffroy Saint-Hilaire nadając mu nazwę Nycteris thebaïcus. Holotyp pochodził z Teb, w Egipcie. 
Nycteris thebaica należy do grupy gatunkowej thebaica. Wymieniono siedem podgatunków (thebaica, angolensis, brockmani, capensis, damarensis, labiata i najdiya), ale ich ważność taksonomiczna wymaga ponownej oceny. Autorzy Illustrated Checklist of the Mammals of the World uznają ten gatunek za monotypowy. 

### Etymologia
- Nycteris: gr. νυκτερις nukteris, νυκτεριδος nukteridos „nietoperz”[20].
- thebaica: Teby (gr. Θηβαι Thēbai, egip. Ta-opet), miasto starożytnego Egiptu położone na wschodnim brzegu Nilu (dzisiejszy Luksor)[21].

## Zasięg występowania
Bruzdonos egipski występuje w znacznej części Czarnej Afryki, od Senegalu na wschód do Etiopii i Somalii oraz na południe do Południowej Afryki (ale nieobecny w większości obszaru dorzecza rzeki Kongo) i na północ wzdłuż Nilu przez Sudan do Egiptu i przez Izrael i Jordanię; izolowane populacje występują w Maroku i na zachodnim wybrzeżu Arabii Saudyjskiej wzdłuż Morza Czerwonego na południe do Jemenu.

## Morfologia
Długość ciała (bez ogona) 40–56 mm, długość ogona 40–63 mm, długość ucha 26–37 mm, długość tylnej stopy 8–14 mm, długość przedramienia 34–52 mm; masa ciała 6–16 g. Kariotyp okazów z południowej Afryki wynosi 2n = 42 i FNa = 78. Wywołania echolokacji są wieloharmoniczne i obejmują ostre przemiatanie częstotliwości ze szczytowymi wartościami przy 50 kHz, 73 kHz. 90 kHz i 113 kHz.

## Ekologia

### Tryb życia
Bruzdonos egipski zjada wszelakie bezkręgowce, znalezione przez niego wśród koron drzew, ale również znajdujące się na ziemi np. skorpiony, które są ich przysmakiem. 

### Rozmnażanie
Samice rodzą młode w styczniu lub w lutym, ale przypuszcza się, że w późniejszej porze roku również na świat samica wydaje jeszcze jedno młode.